# 万宁市各级文物保护单位列表
以下为海南省万宁市各级文物保护单位列表。

## 海南省文物保护单位
- 东山岭摩崖石刻群（1-27）
- 荆王太子墓（2-24）
- 青云塔（2-40）
- 潮州会馆（2-49）